# The Sims 3: Universitetsliv
The Sims 3: Universitetsliv är den nionde expansionen till The Sims 3. Expansionen bör inte förväxlas med The Sims 2 Studentliv, som släpptes 2009.